# Democracia mayoritaria
La democracia mayoritaria, a diferencia de la democracia constitucional, se refiere a la democracia basada en el gobierno de la mayoría de los ciudadanos de una sociedad. La democracia mayoritaria es la forma convencional de democracia utilizada como sistema político en muchos países.
Aunque es común, la democracia mayoritaria no es universalmente aceptada: la democracia mayoritaria fue célebremente criticada por tener el peligro inherente de convertirse en una tiranía de la mayoría, por lo que la mayoría en la sociedad podría oprimir o excluir a los grupos minoritarios, que puede conducir a la violencia y la guerra civil. Algunos argumentan que dado que el parlamento, los estatutos y los trabajos preparatorios son muy importantes en las democracias mayoritarias, y considerando la ausencia de una tradición para ejercer la revisión judicial a nivel nacional, las democracias mayoritarias son antidemocráticas.
En contraste con la democracia mayoritaria y el peligro percibido de una tiranía de la mayoría, la democracia consensual se desarrolló en respuesta que enfatiza el gobierno de tantas personas como sea posible para hacer un gobierno inclusivo, con una mayoría de apoyo de la sociedad simplemente como un umbral mínimo.
El fascismo rechaza la democracia mayoritaria porque esta última asume la igualdad de los ciudadanos y los fascistas afirman que el fascismo es una forma de democracia autoritaria que representa los puntos de vista de una minoría dinámica organizada de una nación en lugar de la mayoría desorganizada.